# Litholepis
Litholepis Foslie, 1905  é o nome botânico  de um gênero de algas vermelhas pluricelulares da família Corallinaceae, subfamília Corallinaceae.

## Espécies
Atualmente apresenta 2 espécies taxonomicamente válidas:
- Litholepis affinis Foslie, 1906
- Litholepis melobesioides (Foslie) Weber-van Bosse, 1932